# Nadina
Nadina (лат.) — род бескишечных турбеллярий, единственный в семействе Nadinidae. В род включают три вида.

## Описание
Строение тела типичное для бескишечных турбеллярий. Как и большинство других представителей клады, Nadinа являются гермафродитами. 
Морфологической особенностью данного рода является наличие глотки, которая присутствует лишь у небольшого количества семейств Аcoela. Глотка Nadina свободна от ресничек на ближнем к ротовому отверстию участке глотки. На более углублённом участке появляются реснички. Глотка открывается в центральный пищеварительный синцитий.

## Ареал
Чёрное море, Средиземное море, побережье Бразилии.

## Классификация
На июнь 2018 года в род включают 3 вида:
- Nadina evelinae (Marcus, 1952)
- Nadina minuta Claparède, 1863
- Nadina pulchella Uljanin, 1870

Также к роду относится один таксон в статусе nomen dubium: Nadina sensitiva Uljanin, 1870.